# Pablo Silva García
Pablo Silva García (Colima, Colima, 1904 - 1991), profesor y político mexicano, miembro del Partido Revolucionario Institucional, que se desempeñó como gobernador de Colima de 1967 a 1973 luego de vencer el 11 de julio de 1967 con 41,454 votos frente al candidato del PAN, el Profr. Jorge Portillo del Toro, que obtuvo 4,184 votos. Pablo Silva García es nieto del que también fuera Gobernador de Colima, Esteban García (1883-1887).
Fue diputado as obras del Puerto de San Pedrito, el Aeropuerto Internacional Playa de Oro, la Mina Peña Colorada, el Hotel Las Hadas, entre otras obras fundamentales para el futuro desarrollo del estado. Sin embargo, fiel a su condición normalista, la obra más importante del estado fue la intensa campaña de alfabetización (y en general su programa de educación), que proporcionó al estado uno de los mayores niveles de educación en el país. 
Fue director general de Educación Primaria en el país y director General de Educación en Jalisco, Guanajuato, Veracruz y otros estados. En su última entrevista, confesó que la mayor satisfacción de su mandato era, una vez terminado este, poder caminar por las calles de Colima, sentarse en el jardín libertad como cualquier hijo de vecino y que nadie le pudiera reclamar haberse robado un solo centavo.
Como curiosidad sobre el mandato de Pablo Silva; es necesario decir que en 1972 durante un evento político en Isla Socorro, sus escoltas se encargaron de matar a los últimas docenas de ejemplares de Zenaida graysoni que habitaban en la isla, llevando así a la especie a su extinción en estado natural. El motivo de dicho acto fue para evitar que estorbaran el evento que se preparaba para el entonces gobernador.